# Marjolaine Bui
 (mai 2024).
Pour l’article homonyme, voir Marjolaine (homonymie).
Marjolaine Bui, de son nom complet Marjolaine Bùi-Thế, née le 19 janvier 1981 à Saint-Maur-des-Fossés est une animatrice de télévision, chroniqueuse et participante à des émissions de téléréalité française d'origine vietnamienne.
Découverte dans la téléréalité Greg le millionnaire sur TF1 en 2003, elle devient, l'année suivante, la protagoniste de sa propre émission Marjolaine et les millionnaires sur la même chaîne et sort deux singles dont la chanson Geisha. Elle devient ensuite animatrice et chroniqueuse à la télévision. 
Devenue agent immobilier à Paris, elle apparait plus rarement à la télévision avant de participer régulièrement à des émissions depuis 2021.

## Biographie

### Activités dans les médias
Marjolaine Bui, apparaît durant l'été 2003 dans l'émission de télé-réalité Greg le millionnaire diffusée en deuxieme partie de soirée sur TF1. Elle y est l'une des « prétendantes » de Greg. Le programme réalise de bonnes audiences tandis que Marjolaine est remarquée par la presse people qui lui consacre de nombreuses unes. TF1 lui propose d'être la protagoniste de sa propre émission de téléréalité l'année suivante, Marjolaine et les Millionnaires, diffusée pendant l'été 2004. 
Elle anime ensuite quelques émissions sur Game One, TF6, NT1 ainsi que sur France Teleachat. Elle est également candidate dans des jeux sur TF1 tels que Fear Factor, Le Maillon Faible ou encore Le Grand Concours.
En mars 2011, toujours sur TF1, elle est candidate dans Carré ViiiP. Elle abandonne le jeu le 26 mars avant que la chaîne arrête le programme cinq jours plus tard en raison de faibles audiences. 
Elle se fait ensuite plus rare à la télévision et intervient occasionnellement comme animatrice ou chroniqueuse, notamment dans Touche pas à mon poste ! sur C8 en 2021. 
En 2022, elle est candidate dans Un dîner presque parfait sur W9. En 2023, sur la même chaîne, elle revient dans une émission de téléréalité, douze ans après sa dernière participation, jouant dans Les Cinquante. Parmi les candidats, elle retrouve Grégory Basso (alias « Greg le millionnaire », vingt ans auparavant). Tous les deux forment l'une des deux paires de candidats dans la saison 7 des Apprentis aventuriers diffusée sur W9 début 2024. Elle intègre la nouvelle saison 9 de « Mamans et Célèbres » diffusée sur TFX depuis Août 2024.

### Carrière dans l'immobilier
Marjolaine Bui est directrice de sa propre agence immobilière à Paris depuis 2015,,. La même année, elle publie un livre qui évoque sa profession et intitulé Le métier d'agent immobilier, une histoire de confiance avant tout.

## Télévision

### Candidate / participante

#### Télé-réalité
- 2003 : Greg le millionnaire  sur TF1
- 2004 : Marjolaine et les millionnaires sur TF1
- 2009 : Next Made in France sur Virgin 17
- 2011 : Carré ViiiP sur TF1
- 2023 : Les Cinquante (saison 2) sur W9
- 2024 : Les Apprentis Aventuriers 7 : Les Alliances sur W9
- 2024 : Mamans & célèbres sur TFX.

#### Autre
- 2003 : Le Maillon faible (Spéciale "Greg le Millionaire") sur TF1
- 2004 : Fear Factor (Spécial "V.I.P") sur TF1
- 2004 : Zone rouge sur TF1
- 2005 : Celebrity Dancing sur TF1
- 2006 : Attention à la marche ! (spéciale téléréalité) sur TF1
- 2007 : Le Maillon Faible (Spéciale "Sexy Girls") sur TF1
- 2007 : Le Grand Concours de la télé-réalité sur TF1
- 2014 : Toute une histoire sur France 2
- 2019 : Ça commence aujourd’hui sur France 2
- 2022 : Un dîner presque parfait (Semaine spéciale "Mondial du Dîner 2") sur W9.

### Animatrice
- 2004 : 120 minutes de bonheur (Nouvel An) sur TF1 : coanimation avec Arthur
- 2005 : Who Wants to Be a Playmate ? sur Paris Première : coanimation avec le professeur Rollin
- 2008 : Play Hit sur Game One
- 2009 : Bullrun USA, les rois du rallye sur TF6 : coanimation avec Camille Lafitte
- 2009 : Téléachat sur France Teleachat
- 2009 : Estate of Panic : le manoir de la peur sur NT1
- 2017 : People 24, talk-show sur People 24.

### Chroniqueuse
- 2013 : Just 4 Casting (talk-show) sur J4T : chroniqueuse rubrique mode
- 2021 : Touche pas à mon poste ! sur C8
- 2024 : Face à Hanouna sur C8

## Autres activités artistiques

### Cinéma
- 2007 : Saigon Eclipse (en), film de Othello Khanh : Vanessa

### Musique
- 2004 : Geisha[6], single produit par Sony music et son sous-label Epic Group Project[7] (reprise du titre Yes Sir, I Can Boogie du groupe espagnol disco Baccara). Dans le cd contient aussi un autre single Asian Love[8].

## Publication
- Le métier d'agent immobilier, une histoire de confiance avant tout, éditions Édilivre, 2015.